# محمد ابراهیم شامی
محمد ابراهیم شامی (انگلیسی: Mohammed Ibrahim Shami؛ زادهٔ ۳۰ سپتامبر ۱۹۹۳) یک بازیکن فوتبال اهل قطر است.